# ملعب نوفير كوبه
ملعب كوبه المنزلي (باليابانية: 御崎公園球技場) يلقب بملعب كوبه وينغ هو ملعب كرة قدم في حي هيوغو كو، كوبه، اليابان. يتسع حالياً لجلوس 30,132 شخص. يلعب نادي دوري الدرجة الأولى الياباني فيسيل كوبه مبارياته المنزلية على الملعب.

## كأس العالم لكرة القدم 2002
قبل استضافة بعض مباريات كأس العالم 2002 تم تجديد سقف الملعب وافتتح في نوفمبر 2001 حيث بلغت سعته 42,000 مقعد.
- روسيا 2 – 0  تونس
- السويد 2 – 1  نيجيريا
- البرازيل 2 – 0  بلجيكا

## وصلات خارجية
- (باليابانية) الموقع الرسمي